# Mil·lenni VIII aC
El mil·lenni VIII aC és el període inclòs entre els anys 8000 aC i 7001 aC, i pertany a la prehistòria.

## Esdeveniments
- Cap al 8000 aC: es construeixen les muralles de Jericó.
- Cap a 7200 aC: primers testimonis de presència humana a l'illa de Mallorca. Es tracta d'uns carbons trobats a la Cova de Canet, a Esporles.[1]
- Cap al 7500 aC: domesticació del gat a l'Orient Pròxim.[2]
- Al voltant del 7500 aC: fundació de Çatalhöyük, l'assentament neolític més gran d'Orient.
- Primers enterraments coneguts amb terra vermella (símbol del món sagrat).
- Fortificacions de Jericó.
- Segons la llegenda, enfonsament de l'Atlàntida.

## Invents, descobriments, introduccions
- Comença el cultiu de patates i fesols a Sud-amèrica.
- Comença el cultiu d'arròs a l'Àsia Oriental.
- Flauta.